# Gobemouche de Gambaga
Muscicapa gambagae
Espèce
Statut de conservation UICN

 LC  : Préoccupation mineure
Le Gobemouche de Gambaga (Muscicapa gambagae) est une espèce de passereau appartenant à la famille des Muscicapidae.
Son aire dissoute s'étend à travers le nord de l'Afrique subsaharienne (notamment le nord-est de la Côte d'Ivoire et la région malienne de Mopti) et la savane du Piémont arabe du sud-ouest (en).